# 516
516 (DXVI) je bilo prestopno leto, ki se je po julijanskem koledarju začelo na petek.

## Dogodki
- 1. januar

## Rojstva
- Atalarik, kralj ostrogotskega Italskega kraljestva († 534)
- Totila, predzadnji kralj ostrogotskega Italskega kraljestva († 552)